# Елистратов, Дмитрий Викторович
Дмитрий Викторович Елистратов (род. 20 апреля 1977 года, Рязань, РСФСР, СССР) — российский военнослужащий частей специального назначения Главного разведывательного управления Генерального Штаба. Герой Российской Федерации (14 сентября 2000 года). Гвардии майор.

## Биография
Родился 20 апреля 1977 года в городе Рязань, в семье офицера. После окончания средней школы окончил Тверское суворовское военное училище в 1994 году. С 1995 года — в Вооружённых Силах Российской Федерации. Окончил Новосибирский военный институт в 1999 году.
Служил в 16-й отдельной бригаде специального назначения ГРУ ГШ (Московский военный округ), командир группы.
С октября 1999 года заместитель командира 3-го отряда специального назначения по воздушно-десантной подготовке 16-й бригады специального назначения Главного разведывательного управления Генерального Штаба лейтенант Дмитрий Елимстратов — в боях второй чеченской войны. Провёл большое количество разведвыходов по тылам формирований чеченских сеператистов, собрав ценные разведданные и нанеся значительный урон противнику.
13 декабря 1999 года в Аргунском ущелье сепаратистами был сбит штурмовик Су-25 командира 368-го штурмового авиационного полка Героя Российской Федерации полковника Сергея Борисюка. Группа лейтенанта Елистратова в составе 9 разведчиков была направлена на вертолёте Ми-8 для спасения лётчика, ориентируясь на данные радиомаяка. Однако в ущелье находилось большое количество боевиков, разыскивавших лётчика. По вертолёту был открыт шквальный огонь. Машина была сбита, упав с высоты 15 метров на горный склон, и перевернулась. Все находившиеся в вертолёте получили травмы и контузии. Придя в себя одними из первых, лейтенант Елистратов и один из бойцов выбрались наружу, и увидели, что сверху по склону к ним бегут несколько десятков боевиков, стремившихся захватить экипаж и разведчиков живыми. Елистратов в упор открыл огонь по врагу, уничтожив первой очередью троих боевиков. Остальные залегли и открыли ответный огонь. На звуки боя из вертолёта выбрались остальные разведчики и члены экипажа, заняли круговую оборону. Упорный ближний бой продолжался свыше получаса, но был крайне ожесточенным по своему накалу. Несколько раз боевики поднимались в атаку, стремясь броском преодолеть оставшиеся десятки метров до бойцов. Доходило до того, что трупы убитых боевиков падали прямо на позиции оборонявшихся. В этом бою лейтенант Елистратов лично уничтожил 7 боевиков, в том числе двоих — в рукопашных схватках. Всего чеченская сторона потеряла 20 человек убитыми, среди разведчиков почти все были ранены, но погибших не было.
Бойцы сумели продержаться до прибытия спасательного вертолёта с группой огневой поддержки, отогнавшей боевиков, и под прикрытием их огня были эвакуированы. Прикрывая спасение подчинённых, лейтенант Елистратов вёл бой на земле и был поднят на борт вертолёта последним.
На следующий день, 14 декабря 1999 года, разведгруппа в том же составе вновь вылетела в Аргунское ущелье для выполнения той же задачи. Командование предлагало направить туда другую группу, но разведчики потребовали послать именно их. На этот раз лётчик был обнаружен. Аргунское ущелье по-прежнему кишело боевиками, но под прикрытием огня вертолётов огневой поддержки он 15 декабря был поднят на борт спасательным фалом. От огня вертолётчиков и разведчиков в тот день погибло много боевиков. В этой спецоперации по спасению лётчика Героя Российской Федерации полковника Сергея Борисюка проявили героизм и мужество экипаж вертолёта Ми-24 командир майор Совгиренко, Андрей Викторович и штурман вертолётного звена капитан Иванов Александр Александрович, впоследствии получившие звание Героев Российской Федерации посмертно.
Дмитрий Елистратов ещё несколько месяцев воевал в Чечне, досрочно получил там звание «старший лейтенант».
За мужество и героизм, проявленные в контртеррористической операции на Северном Кавказе указом Президента Российской Федерации от 14 сентября 2000 года старшему лейтенанту Елистратову Дмитрию Викторовичу присвоено звание Героя Российской Федерации.
В 2001—2002 годах в составе войскового спецназа вновь выполнял служебно-боевые задачи на территории Чеченской Республики, за проявленное мужество был награждён орденом. С 2003 года в запасе.
С 2004 года работал в Министерстве по делам чрезвычайных ситуаций Российской Федерации в должности ведущего технолога службы аэромобильных технологий спасания, стажировки и повышения квалификации, с 2006 года — инженер по специальным применениям авиации Федерального государственного унитарного авиационного предприятия МЧС России, затем стал начальником отдела поискового и аварийно-спасательного обеспечения полетов там же. Заочно окончил Санкт-Петербургский университет гражданской авиации по специальности «Авиационная безопасность».
С 2015 года вновь на службе в Вооружённых Силах Российской Федерации.

## Награды
- Герой Российской Федерации (14.09.2000)
- Орден Мужества (6.09.2002)
- Медаль «За отвагу»[8]
- Медаль «За спасение погибавших»[8]
- Ряд ведомственных медалей Минобороны России и МЧС России

## Память
- Бюст Героя России Дмитрия Елистратова установлен на Мемориале Героям-выпускникам Новосибирского военного общевойскового командного училища.